# Yangan
Yangan är en ort i Australien. Den ligger i kommunen Southern Downs och delstaten Queensland, omkring 110 kilometer sydväst om delstatshuvudstaden Brisbane.
Närmaste större samhälle är Warwick, omkring 17 kilometer väster om Yangan. 
I omgivningarna runt Yangan växer huvudsakligen savannskog. Runt Yangan är det mycket glesbefolkat, med 2 invånare per kvadratkilometer. Genomsnittlig årsnederbörd är 1 168 millimeter. Den regnigaste månaden är januari, med i genomsnitt 235 mm nederbörd, och den torraste är september, med 32 mm nederbörd.